# Manuel Zaccaria
Manuel Zaccaria (em italiano: Manuele Zaccaria; m. 1287/1288) foi um senhor genovês da Foceia e de suas rentáveis minas de alume, que recebeu como feudo do imperador bizantino, de 1275 até sua morte em 1287/1288. Foi sucedido por seu irmão, Benedito I Zaccaria. Casou-se com Clarísia Fieschi e teve quatro filhos: Tedísio, Leonardo, Odoardo e Manfredo.